# Regulamentul vamal Raffelstetten
Regulamentul vamal Raffelstetten (în latină Inquisitio de theloneis Raffelstettensis) este un document juridic întocmit în limba latină de o comisie regală între anii 903 și 906, la cererea regelui Franciei Răsăritene, Ludovic Copilul. 
Conducătorul comisiei regale, margraful Aribo de Austria, cârmuia teritoriul bavarez estic ce se întindea de la valea râului Traun până în Austria Superioară de astăzi, până la orașele Melk și St. Pölten (în Marcha Orientalis). Comisia regală a fost formată din 41 de jurați, nu numai nobili importanți ai acestor ținuturi estice ci și judecători (iudices orientalium). Totuși, între acești jurați s-au numărat și așa-numiții vicari - reprezentanți trimiși ai conților și nobililor din acel teritoriu.

## Conținut
Regele Ludovic Copilul a cerut comisiei ca, pe baza tuturor practicilor privind taxarea schimbului de mărfuri existente în acel teritoriu, să fie stabilite reguli care să fie aplicate uniform în teritoriul estic populat de bavarezi. 
Regulamentul a fost emis, după o lungă perioadă de funcționare a comisiei regale, în localitatea Raffelstetten pe Dunăre, la 15 km de Linz, fiind unul dintre ultimele documente importante emise în teritoriul bavarez înainte ca maghiarii să preia total puterea.
Acest regulament este singurul act juridic important emis pentru reglementarea discrepanțelor existente la perceperea taxelor vamale și a taxelor de trecere aplicate mărfurilor ce făceau obiectul comerțului dintre populația bavareză și cea slavă, în diferitele puncte de control de pe cursul inferior al Dunării în Evul Mediu timpuriu.
O copie manuscrisă a documentului, ce datează din secolul al XIII-lea, face parte din Codex Lonsdorfianus - un codice păstrat astăzi în Arhivele Landului Bavaria, la München, și care a aparținut episcopului de Passau, Otto de Lonsdorf.
Documentul reprezintă o sursă neprețuită privind desfășurarea comerțului în Europa de Est în secolele al IX-lea și al X-lea și este dovada că Raffelstetten era un loc în care comerțul era foarte intens.
Mărfurile care făceau obiectul comerțului nu erau doar sarea, mierea, ceara, animalele ci și oamenii, fapt care rezultă din taxele vamale stabilite prin acest regulament, deși nu se poate vorbi de un adevărat comerț cu sclavi: „... pentru vânzarea unei servitoare se plătește 1/3 șiling, la fel pentru un cal, pentru vânzarea unui servitor se plătește 1 pfenig și jumătate, la fel pentru o iapă...”
Regulamentul vamal Raffelstetten stabilea cuantumul și tipul taxei vamale în funcție de grupa de mărfuri, ruta de transport, zona de vânzare și originea mărfurilor. De exemplu la transportul mărfurilor cu o ambarcațiune între Pădurea Passau și Linz, se plătea o taxă de 1/2 pfening sau pentru a comercializa mărfuri pe piața moravă, se plătea o taxă 1 șiling.